# シネ・アミューズ
シネ・アミューズ（CINE AMUSE）は、東京都渋谷区道玄坂2丁目の「フォンティスビル」4階にあった映画館（ミニシアター）。

## 歴史
1995年12月9日、日本の芸能事務所「アミューズ」と日本の映画制作会社「シネカノン」の共同運営により開業。オープニング作品となった『南京の基督』と『幻の光』はいずれもスマッシュ・ヒットを記録した。主にアジア映画を中心に上映する一方、『ウォレスとグルミット』シリーズや『サウスパーク』などのアニメ作品や、『ゲロッパ!』『誰も知らない』などの日本映画に至るまで幅広いジャンルの作品を上映してきた。
2008年、日本の人材派遣会社「ヒューマントラスト」が映画館のネーミング・ライツを取得。同年12月20日より館名をヒューマントラストシネマ文化村通りと改称。リニューアルオープンして営業を継続したが、わずか10ヵ月後の2009年10月31日をもって閉館。最後の2週間となった10月17日から31日までは“さよなら興行”として『サウスパーク（無修正映画版）』『四月物語』『アカルイミライ』などを上映。通常興行の最終作品は『女の子ものがたり』であった。
この劇場の閉館後、千代田区有楽町にあるシネカノン経営の映画館「シネカノン有楽町2丁目」が同年12月4日より「ヒューマントラストシネマ有楽町」に改称。東京テアトルと業務提携しリニューアルオープンした。「ヒューマントラストシネマ渋谷」（旧：アミューズCQN）は営業を続けている。
当劇場が閉館した3ヵ月後の2010年1月28日に、シネカノンは民事再生法を申請した。シネ・アミューズのあったフォンティスビル4階はその後、「TOKYO DARTS STADIUM 渋谷」を経て「グランサイバーカフェ バグース渋谷文化村通り店」が入居している。

## 座席数
- イースト（シアター1）：132席。椅子の色は青。
- ウエスト（シアター2）：129席。椅子の色は赤。